# Robert de Clifford (3e baron de Clifford)
Pour les articles homonymes, voir Clifford et Robert de Clifford.
Robert de Clifford (5 novembre 1305 – 20 mai 1344), 3e baron de Clifford et 3e seigneur de Skipton, est un membre de la famille Clifford.

## Biographie
Il est le second fils de Robert, tué à la bataille de Bannockburn en 1314, et de Maud de Clare, la fille aînée de Thomas de Clare, seigneur de Thomond. Son frère aîné Roger entre en rébellion en 1321 avec les comtes de Lancastre et de Hereford contre le roi Édouard II d'Angleterre et son favori Hugues le Despenser. Roger est capturé à la bataille de Boroughbridge en mars 1322 et est pendu à York peu après.
Ses terres sont confisquées et ne sont restaurées à Robert qu'à la chute du roi en 1327. Robert épouse en 1328 Isabelle de Berkeley, fille de Maurice de Berkeley, un adversaire des Despenser. Ils ont sept enfants. À sa mort en 1344, c'est son fils aîné Robert qui hérite de ses terres.